# 湯志偉
湯志偉（1961年7月27日—），台灣男演員、節目主持人、導演與作家。

## 簡歷
九歲參與廣告徵選進入演藝圈，出道四十餘年演出多部電視作品，早期多以華視電視劇為主，包括《京華煙雲》、《京城四少》、《第一世家》等等。近幾年知名電視作品則有《戰神》、《愛》、《痞子英雄》以及《國際橋牌社》系列。2003年和2004年亦執導過好消息衛星電視台與公共電視台節目。
1981年，湯志偉從世界新聞專科學校廣播電視科畢業，又於1984年進入中國文化大學影劇系就讀。中國文化大學畢業後參與舞團與劇團，曾於1988年得到文建會第一屆舞蹈創作導演獎。1989年 湯志偉影友會成立，1990年組「流浪舞者工作群」舞團，1992年艾顿工作室成立，1994年結婚。1996年中國文化大學教育推廣中心爵士樂客座講師，飛碟電台音樂编輯，1998年首位網路DJ- Acer net  除了演戲之外，先後擔任過文化大學推廣中心爵士樂客座講師、電台音樂編輯以及第九屆、第十届金曲獎評審、第三十八屆金馬獎評審等。
2013年以公視《權力過程》榮獲第48屆金鐘獎迷你劇集／電視電影男配角獎。

## 個人生活
1994年10月25日湯志偉和擔任眼科醫師的第一任妻子黃琴伶舉辦婚禮，兩人於2007年離婚。
2013年10月21日湯志偉和馬兆駿遺孀郭美珒（Juby）交往四年，7月27日在湯52歲生日時登記結婚，19日辦教會婚禮。

## 戲劇作品
| 年代   | 頻道                   | 劇名                          | 角色         |
| 1976年 | 台視                   | 再生緣                        | 小辮子       |
| 1976年 | 台視                   | 周三劇場－ 瘋女十八年         | 周端生       |
|        | 台視                   | 周三劇場－ 子夜琴挑           | 店小二       |
| 1978年 | 台視                   | 周三劇場－ 高陞客棧           | 焙名         |
| 1978年 | 台視                   | 周三劇場－ 二妞               | 小嘎子       |
| 1979年 | 台視                   | 龍虎鳳－ 黑燕子               | 潘乘風       |
| 1981年 | 台視                   | 雙印傳奇                      | 小安子       |
|        | 超視                   | 台灣重案錄－箱殺              |              |
| 1976年 | 華視                   | 寒流                          | 梁秉純(童年) |
| 1983年 | 華視                   | 江南遊龍玉羅剎                | 李俊         |
| 1984年 | 華視                   | 河山春曉                      |              |
| 1984年 | 華視                   | 鐵劍蘭花鷹                    | 黑鷹         |
| 1986年 | 華視                   | 楊貴妃                        | 李亨         |
| 1987年 | 華視                   | 神仙一把抓                    | 莫玉京       |
| 1988年 | 華視                   | 京華煙雲                      | 至瑄         |
| 1988年 | 華視                   | 冰點                          | 賴維剛       |
| 1991年 | 華視                   | 菟絲戀                        |              |
| 1989年 | 華視                   | 海鷗飛處彩雲飛                | 歐世浩       |
| 1990年 | 華視                   | 七億新娘                      | 任子俠       |
| 1990年 | 華視                   | 愛                            | 建中         |
| 1990年 | 華視                   | 追妻三人行大運                |              |
| 1991年 | 華視                   | 京城四少                      | 童玉官       |
| 1992年 | 華視                   | 今生無悔                      | 楊耀祖       |
| 1993年 | 華視                   | 包青天之古琴怨                | 劉濤         |
| 1994年 | 華視                   | 路長情更長                    | 倪家良       |
| 1994年 | 華視                   | 像我們這樣一個家              | 兒子         |
| 1995年 | 華視                   | 情人                          | 江浩         |
| 1996年 | 華視                   | 第一世家                      | 張立誠       |
| 1996年 | 華視                   | 紅樓夢                        | 柳湘蓮       |
| 1993年 | 台視                   | 姻緣路                        | 陳清耀       |
|        | 台視                   | 大紅包兒高高掛                | 阿水         |
| 1994年 | 台視                   | 俠義見青天－胭脂債            | 宋仁宗趙禎   |
| 1994年 | 台視                   | 俠義見青天－殺夫              | 宋仁宗趙禎   |
| 1993年 | 中視                   | 木棉花的春天                  | 陶萬山       |
| 1994年 | 中視                   | 青蓮花                        | 黃安邦       |
| 1994年 | 中視                   | 火鶴                          | 莫白         |
| 1997年 | 台視                   | 四千金                        | 任新宇       |
| 1997年 | 中視                   | 家是一窩豬                    |              |
| 1998年 | 華視                   | 女人三十                      | 余恆毅       |
| 1998年 | 華視                   | 施公奇案 單元劇《龍兒》12集   | 林友慶       |
| 1998年 | 華視                   | 台灣靈異事件－鬼新娘          | 譚子中       |
| 1998年 | 台視                   | 烈火情                        | 劉克凡       |
| 1998年 | 民視                   | 星座女人系列天蠍座-誰是大老婆 | 羅翔         |
| 1999年 | 華視                   | 孽女花                        | 唐正平       |
| 1999年 | 台視                   | 情深到來生                    |              |
| 1999年 | 寶弟                   |                               |              |
| 1999年 |                        | 珍重我的愛                    | 畢浩文       |
| 2000年 | 台視                   | 台灣本色                      | 李建和       |
| 2000年 | 民視                   | 民視劇場－男人天堂            | 梁為毅       |
| 2000年 |                        | 愛的故事書                    | 許南生       |
| 2001年 | 華視                   | 橘子醬男孩                    | 松浦要士     |
| 2003年 | 大愛電視台             | 智慧花開                      | 相親男       |
| 2004年 | 八大戲劇台             | 燃燒天堂                      | 羅誌謙       |
| 2004年 | 台視                   | 米迦勒之舞                    | 麥子         |
| 2004年 | 華視                   | 紫藤戀                        | 李柏光       |
| 2005年 | 華視                   | 戰神                          | 韓耀之       |
| 2005年 | 華視                   | 我只在乎你                    | 丁竹筠       |
| 2005年 | 民視                   | 浪淘沙                        | 軍官         |
| 2006年 | 大愛電視台             | 我在 因為你的愛               | 阿誠父       |
| 2006年 | 公視                   | 高校有刀                      | 趙父         |
| 2006年 | 華視                   | 超級拍檔                      | 製作人       |
| 2007年 | 民視                   | 愛                            | 高明成       |
| 2007年 | 公視                   | 亂世豪門                      | 丘逢甲       |
| 2008年 | 民視                   | 娘家                          | 徐志文       |
| 2008年 | 公視                   | 依諾之歌                      | 湯哥         |
| 2009年 | 公視                   | 痞子英雄                      | 陳俊麟       |
| 2010年 | 公視                   | 娘家的故事2                   | 王翔         |
| 2011年 | 民視                   | 愛讓我們在一起                | 阿Sir        |
| 2011年 | 民視                   | 廉政英雄－飆速100             | 黃天佑       |
| 2011年 | 民視                   | 父與子                        | 湯振聲       |
| 2011年 | 八大綜合台、民視       | 華麗的挑戰                    | 尚朋棠       |
| 2011年 | 公視                   | 權力過程                      | 李東權       |
| 2012年 | 公視                   | 淑女之夜                      | 麥嘉華       |
| 2012年 | 台視                   | 半熟戀人                      | 袁父         |
| 2012年 | 壹電視綜合台           | 小站                          | 宋桑         |
| 2013年 | 東森幼幼台             | 萌學園5異界對決               | 陶格         |
| 2013年 | 中視                   | 飛越龍門客棧                  | 邱啟賢       |
| 2014年 | 三立台灣台             | 世間情                        | 莊強森       |
| 2014年 | 公視                   | 幾點回家                      | 廖克維       |
| 2014年 | 中天娛樂台、中視       | 再歌再舞                      | 藝人         |
| 2014年 | 中天综合台             | PMAM美好侦探社                | 组长         |
| 2014年 | 民視                   | 你照亮我星球                  | 高鵬         |
| 2014年 | 大愛電視台             | 情牽萬里                      | 方先生       |
| 2015年 | 三立台灣台             | 珍珠人生                      | 紀慶昌       |
| 2015年 | 樂視網                 | PMAM之慾望俱樂部              | 黃父         |
| 2015年 | 公視                   | 母親練習曲                    | 江國豐       |
| 2015年 | 公視                   | 我的15分鐘                    | 陳樹         |
| 2015年 | 優酷網                 | 孤獨的美食家                  | 劉曉燈       |
| 2015年 | 台視、三立都會台       | 愛上哥們                      | 琵父         |
| 2015年 | 中視                   | 失去你的那一天                | 金博元       |
| 2016年 | 公視                   | 公視人生劇展 失業陣線聯盟     | 阿國         |
| 2016年 | 公視                   | 一把青                        | 軍法官       |
| 2016年 | 台視、東森綜合台       | 我和我的十七歲                | 王柏鈞       |
| 2016年 | 公視                   | 滾石愛情故事－鬼迷心竅        | 王董         |
| 2016年 | 三立台灣台             | 紫色大稻埕                    | 蔡繼琨       |
| 2016年 | 台視、東森綜合台       | 如朕親臨                      | 任爸         |
| 2017年 | 優酷網                 | 颤抖吧，阿部！                | 段飛         |
| 2017年 | 三立都會台、東森綜合台 | 只為你停留                    | 蘇守信       |
| 2018年 | 公視                   | 你的孩子不是你的孩子          |              |
| 2018年 | 愛奇藝                 | 人際關係事務所                | 海哥         |
| 2018年 | TVBS歡樂台             | 初戀的情人                    | 趙志偉       |
| 2018年 | 寧波電視台             | 我的台北前妻                  | 林德輝       |
| 2018年 | 騰訊視頻               | 我的惡魔少爺                  | 深冬爸       |
| 2019年 | 東森戲劇台             | 美味滿閣                      | 湯主廚       |
| 2020年 | FriDay影音             | 國際橋牌社                    | 鐘主諭       |
| 2020年 | 民視                   | 鏡子森林                      | 吳文剛       |
| 2020年 | 台視、三立都會台       | 浪漫輸給你                    | 胡朝欽       |
| 2020年 | 中天綜合台             | 腦波小姐                      | 何建國       |
| 2020年 | 優酷                   | 你聽起來很甜                  | 顧爸         |
| 2021年 | 愛奇藝                 | 逆局                          | 任重         |
| 2021年 | YouTube、公視          | 國際橋牌社2                   | 鐘主諭       |
| 2021年 | Netflix                | 華燈初上                      | 李思敬       |
| 2022年 | 東森戲劇台、KKTV       | 我家浴缸的二三事              | 唐海良       |
| 2022年 | 公視                   | 村裡來了個暴走女外科          | 白菲力       |
| 2022年 | Disney+、Bilibili      | 正義的算法                    | 宋元         |
| 2023年 | Netflix                | 模仿犯                        | 廖啟陽       |
| 2023年 | 華視、三立都會台       | 鬼之執行長                    | 關從光       |
| 2024年 | 公視台語台             | 鹽水大飯店                    | 官員         |
| 2025年 | 客家電視台             | 星空下的黑潮島嶼              | 蕭定元       |
| 2025年 | 東森戲劇台             | 惡靈世界                      |              |
| 2025年 | 大愛電視台             | 我們六個                      | 林牧師       |
| 2026年 |                        | 沉默的審判                    |              |

## 電影
| 年代   | 片名                         | 角色   |
| 1969年 | 《東南西北風》               |        |
| 1969年 | 《為你心碎》                 |        |
| 1970年 | 《風從那裡來》               |        |
| 1970年 | 《誰家母雞不生蛋》           |        |
| 1970年 | 《尋母十七年》               |        |
| 1971年 | 《唐山五兄弟》               |        |
| 1972年 | 《天倫樂》                   |        |
| 1973年 | 《馬蘭飛人》                 |        |
| 1978年 | 《蒂蒂日記》                 |        |
| 1986年 | 《那一年我們去看雪》         |        |
| 1987年 | 《宵待草》                   | 張鴻嘉 |
| 2011年 | 《初戀風暴》                 | 王志文 |
| 2012年 | 《痞子英雄首部曲：全面開戰》 | 陳俊麟 |
| 2014年 | 《痞子英雄2：黎明再起》      | 陳俊麟 |
| 2017年 | 《目擊者》                   | 仲文   |
| 2018年 | 《雲南蟲谷》                 | 客串   |
| 2019年 | 《灼人秘密》                 | 大監製 |
| 2020年 | 《同學麥娜絲》               | 蔣中文 |
| 2021年 | 《青春弒戀》                 | 郭父   |

### MV
- 1993年楊貴媚「望春風」
- 2025年陶喆「陪你」

### 配音
| 年代 | 片名                                   | 角色     |
|      | 日本動畫電影《八田與一：嘉南大圳之父》 | 八田與一 |
|      | 動畫卡通《孔子傳》                     | 曾參     |

## 舞台劇
| 年代   | 劇團         | 劇名                                  | 角色   |
| 1972年 |              | 歌舞剧「花月舞春風」                  |        |
| 1983年 |              | 舞台剧-「早安台北」                   |        |
| 1984年 |              | 舞台剧-「大風吹」                     |        |
| 1985年 |              | 舞台剧-「秋月茶坊」                   |        |
| 1986年 |              | 舞台剧-「五月....尚未，1,2,3,4,5」    |        |
| 1986年 |              | 舞台剧-「荒」                         |        |
| 1987年 |              | 舞台剧-「二月的戲—预示」              |        |
| 1987年 |              | 舞台剧-「客棧」                       |        |
| 1990年 |              | 舞台剧-「秋後醒思」                   |        |
| 1991年 |              | 舞台剧-「火炬三部曲」                 |        |
| 1993年 |              | 舞台剧-「徵婚啟示」                   |        |
| 1998年 |              | 舞台剧-「藍與黑」                     | 張醒亞 |
| 2005年 | 表演工作坊   | 舞台剧：─長達七個多小時之「如夢之夢」 | 伯爵   |
| 2005年 | 屏風表演班   | 舞台剧：─「昨夜星辰」                 |        |
| 2008年 | 如果兒童劇團 | 東方夜譚                              | 司馬亮 |
| 2009年 | 如果兒童劇團 | 誰是聖誕老公公                        |        |
| 2010年 | 如果兒童劇團 | 誰是聖誕老公公                        |        |
| 2011年 | 如果兒童劇團 | 誰是聖誕老公公                        |        |
| 2011年 | 屏風表演班   | 王國密碼                              |        |
| 2015年 | 全民大劇團   | 同學會                                | 湯凡   |
| 2016年 | 全民大劇團   | 瘋狂伸展台                            |        |
| 2019年 | 全民大劇團   | 最後一封情書                          | 郭威   |
| 2021年 | 全民大劇團   | 丞相，起風了                          |        |
| 2022年 | 全民大劇團   | 仁愛路六號                            |        |
| 2024年 | 故事工廠     | 媽，別鬧了！                          |        |
| 2025年 |              | 你的故事我的夢                        |        |

## 導演作品
| 年代      | 電視台           | 劇名                 | 備註                           |
| 2003年    | GOOD TV          | 春天為什麼要遲到     |                                |
| 2003年6月 | 好消息電視台     | 〝她的故事〞         | 執導兩部短片、二十集迷你連續劇 |
| 2004年    | 公視             | 我們這一班           | 近二十集                       |
| 2007年    | 好消息電視台     | 心灵靈不打烊         | 第二季導演及剪輯               |
| 2009年    | 好消息電視台     | 形象廣告LiveLove     | ﹝十則﹞導演                   |
| 2012年    |                  | 巫啟賢﹝你愛永不變﹞ | 音樂MV導演                     |
| 2014年    | 中天娛樂台、中視 | 再歌再舞             | 導演                           |

## 表演指導
- 伊林經紀公司表演老師
- 風暴國際經紀表演老師
- 别那么骄傲〈2016,优酷〉
- 有五个姊姊的我就注定要单身了啊〈2018,網劇〉
- 我的惡魔少爺〈2017,騰訊視頻及芒果TV〉
- 你听起来很甜〈2019,优酷视频〉

## 主持節目

### 電視節目
| 年代   | 電視台           | 節目名           |
| 1969年 |                  | 「青青幼苗」     |
| 1969年 |                  | 「兒童心聲」     |
| 1988年 | 華視             | 《TV新秀爭霸站》 |
| 1989年 |                  | 《72變》         |
| 1994年 | 華視             | 《星圓展新姿》   |
|        | 華視             | 《莒光園地》     |
| 2003年 | 迪士尼频道       | 《快樂安親站》   |
|        | 好消息衛星電視台 | 《全家哈哈哈》   |

### 廣播節目
| 年代   | 電視台            | 節目名         | 備註                                |
| 1995年 | 台北愛樂電台      | 「藍色狂想曲」 | 製作,主持                           |
| 1996年 | 飛碟電台          | 「音樂聯合國」 | 週一至週六, 12:00-1:00PM。製作,主持 |
| 2000年 | 人人廣播电台      | 「爵士狂想」   | 製作,主持                           |
| 2000年 | Power 989廣播電台 | 「白色星期天」 | 製作,主持                           |
| 2000年 | Power 989廣播電台 | 「藍色週末夜」 | 製作,主持                           |

## 廣告代言
| 年代   | 商品名                    | 備註   |
| 1995年 | 「一匙靈」                |        |
| 1996年 | 「康寶濃湯」              |        |
| 1998年 | 「仁山利舒」              |        |
| 2000年 | 「太平洋房屋」            |        |
| 2000年 | 「味全平衡油」            |        |
| 2003年 | Philips DVD Recorder      | 代言人 |
| 2005年 | HP 桌上型電腦Media Center | 代言人 |
| 2006年 | Nokia N91                 | 代言人 |

## 出版書籍
| 年代   | 書名               | 作者              | 出版社   | ISBN               |
| 1996年 | 減肥日記           | 湯志偉、 IRENE    | 商周出版 | ISBN 9579293813    |
| 1997年 | 狗狗日記           | 湯志偉，IRENE     | 商智文化 | ISBN 9789578420281 |
| 1999年 | 湯志偉的爵士樂叢林 | 湯志偉            | 商周出版 | ISBN 9576674255    |
| 2000年 | 誰油．誰米         | 湯志偉、Irene編著 | 方智     | ISBN 9576797314    |
| 2000年 | 2000年親密對話     | 湯志偉，IRENE     | 時報文化 | ISBN 9789571331171 |
| 2001年 | 一個頭兩個大       | Irene             | 方智     | ISBN 9576798000    |

## 獎項紀錄

### 金馬獎
| 年份   | 獲提名     | 獎項                 | 結果 |
| ------ | ---------- | -------------------- | ---- |
| 1973年 | 《天倫樂》 | 第11屆金馬獎最佳童星 | 獲獎 |

### 電視金鐘獎
| 年份   | 獲提名       | 獎項                                   | 結果 |
| ------ | ------------ | -------------------------------------- | ---- |
| 2013年 | 《權力過程》 | 第48屆金鐘獎迷你劇集／電視電影男配角獎 | 獲獎 |